# João Moreira
João Vítor Rocha de Carvalho Moreira (Amadora, 7 febbraio 1986) è un calciatore portoghese, attaccante del Takapuna.

## Caratteristiche tecniche
Gioca come punta centrale.

## Carriera

### Club
Nella stagione 2014-2015 ha vinto la OFC Champions League con la maglia dell'Auckland City.

### Nazionale
Con la nazionale Under-21 portoghese ha preso parte agli Europei Under-21 2007.

## Palmarès

### Club

#### Competizioni nazionali
- Campionato neozelandese: 3

Auckland City: 2013-2014, 2014-2015
Team Wellington: 2020-2021
- National League: South Central Series

Miramar Rangers: 2021

#### Competizioni internazionali
- OFC Champions League: 4

Auckland City: 2013-2014, 2014-2015, 2016, 2017

### Individuale
- Capocannoniere della OFC Champions League: 2

2016 (5 gol), 2017 (6 gol, a pari merito con Ryan De Vries e Tom Jackson)